# IC 1861
IC 1861 ist eine Linsenförmige Galaxie vom Hubble-Typ S0 im Sternbild Widder auf der Ekliptik. Sie ist schätzungsweise 303 Millionen Lichtjahre von der Milchstraße entfernt und hat einen Durchmesser von etwa 110.000 Lichtjahren.
Die Typ-II-Supernova SN 1999eg wurde hier beobachtet.
Das Objekt wurde von Edward Emerson Barnard entdeckt.